# Centre international des forces de défense finlandaises
Le Centre international des forces de défense finlandaises (en finnois : Puolustusvoimien kansainvälinen keskus (PVKVK), anglais : Finnish Defence Forces International Centre (FINCENT)) est un centre international des Forces armées finlandaises.

## Présentation
Le centre international des forces de défense fournit principalement une formation militaire à la gestion des crises.  
Fondé en 1969, c'était un établissement militaire autonome relevant du commandement des forces de défense finlandaises jusqu'en 2014. 
Depuis 2015, il fait partie de la grande école de la défense nationale finlandaise,.
Le Centre organise des cours militaires de gestion de crise à l'intention des cadres supérieurs et experts des opérations de gestion de crise dirigées par l'Organisation des Nations unies, l'OTAN, l'Union européenne et l'Union africaine [1], et soutient la participation d'autres organisations à la gestion civile internationale des crises. 
Le nom du centre de 1982 à 2000 était Centre d'éducation des Nations unies (en abrégé Centre d'éducation des Nations unies).
Le centre assurait la formation des troupes finlandaises de maintien de la paix (fi) à la garnison de Niinisalo (fi) à Kankaanpää, jusqu'au début de 2008.
Après quoi l'activité a été transférée à la brigade de Pori (fi) à Säkylä. 
En même temps, le centre international des forces de défense a déménagé dans la garnison de Hyrylä à Tuusula. 
Depuis 2015, le centre international des forces de défense est situé sur l'île de Santahamina à Helsinki.